# Роанда
Роанда је насеље у Србији у општини Свилајнац у Поморавском округу. Према попису из 2022. има 324 становника (према попису из 2011. било је 460 становника).
Атар села се простире на 1240 хектара од чега је 20% необрадиво под шумама и ливадама. Делови атара су: Било, Браневац, Бусија, Валога, Врба, Градиште, Дугачко поље, Дутар, Ђаковица, Јазвине, Коса, Криваја, Крушаре, Лужак, Пољана, Равна гора, Слатина, Туњевац, Хајдучки поток и Црквиште. Делови села су добили назив по неким карактеристикама родова и местима одакле су се становници доселили: Скокицки, Станкицки, Радовански, Тешицки и Кушљански.
Роанда спада у ред брдско-клисурских насеља и смештена је са обе стране роаначког потока који извире у атару Кушља. Село је моравско-ресавског типа. Кроз насеље води један шири, главни пут који је испресецан са више споредних. Окућнице у центру су површински мање а иза периферних кућа су њиве.

## Демографија
У насељу Роанда живи 478 пунолетних становника, а просечна старост становништва износи 48,2 година (46,1 код мушкараца и 50,1 код жена). У насељу има 184 домаћинства, а просечан број чланова по домаћинству је 3,11.
Ово насеље је великим делом насељено Србима (према попису из 2002. године).
|  |

| Демографија | Демографија | Демографија |
| Година      | Становника  | Становника  |
| ----------- | ----------- | ----------- |
| 1948.       | 1.176       |             |
| 1953.       | 1.174       |             |
| 1961.       | 1.189       |             |
| 1971.       | 1.099       |             |
| 1981.       | 1.097       |             |
| 1991.       | 1.001       | 669         |
| 2002.       | 572         | 1.003       |
| 2011.       | 460         |             |
| 2022.       | 324         |             |

| Етнички састав према попису из 2002.‍ | Етнички састав према попису из 2002.‍ | Етнички састав према попису из 2002.‍ | Етнички састав према попису из 2002.‍ | Етнички састав према попису из 2002.‍ |
| ------------------------------------ | ------------------------------------ | ------------------------------------ | ------------------------------------ | ------------------------------------ |
|                                      |                                      |                                      |                                      |                                      |
| Срби                                 | Срби                                 |                                      | 568                                  | 99,30%                               |
| Румуни                               | Румуни                               |                                      | 2                                    | 0,34%                                |
| Словенци                             | Словенци                             |                                      | 1                                    | 0,17%                                |
| непознато                            | непознато                            |                                      | 0                                    | 0,0%                                 |

| Година пописа     | 1948. | 1953. | 1961. | 1971. | 1981. | 1991. | 2002. |
| ----------------- | ----- | ----- | ----- | ----- | ----- | ----- | ----- |
| Број домаћинстава | 245   | 251   | 263   | 252   | 235   | 217   | 184   |

| Број чланова      | 1  | 2  | 3  | 4  | 5  | 6  | 7 | 8 | 9 | 10 и више | Просек |
| ----------------- | -- | -- | -- | -- | -- | -- | - | - | - | --------- | ------ |
| Број домаћинстава | 41 | 55 | 21 | 20 | 20 | 15 | 8 | 4 | 0 | 0         | 3,11   |

| Пол    | Укупно | Неожењен/Неудата | Ожењен/Удата | Удовац/Удовица | Разведен/Разведена | Непознато |
| ------ | ------ | ---------------- | ------------ | -------------- | ------------------ | --------- |
| Мушки  | 225    | 29               | 165          | 21             | 10                 | 0         |
| Женски | 265    | 19               | 169          | 66             | 11                 | 0         |
| УКУПНО | 490    | 48               | 334          | 87             | 21                 | 0         |

| Пол    | Укупно                    | Пољопривреда, лов и шумарство | Рибарство                            | Вађење руде и камена | Прерађивачка индустрија       |
| ------ | ------------------------- | ----------------------------- | ------------------------------------ | -------------------- | ----------------------------- |
| Мушки  | 114                       | 78                            | 0                                    | 2                    | 8                             |
| Женски | 69                        | 56                            | 0                                    | 0                    | 3                             |
| УКУПНО | 183                       | 134                           | 0                                    | 2                    | 11                            |
| Пол    | Производња и снабдевање   | Грађевинарство                | Трговина                             | Хотели и ресторани   | Саобраћај, складиштење и везе |
| Мушки  | 1                         | 7                             | 12                                   | 0                    | 2                             |
| Женски | 0                         | 0                             | 6                                    | 0                    | 0                             |
| УКУПНО | 1                         | 7                             | 18                                   | 0                    | 2                             |
| Пол    | Финансијско посредовање   | Некретнине                    | Државна управа и одбрана             | Образовање           | Здравствени и социјални рад   |
| Мушки  | 0                         | 0                             | 2                                    | 1                    | 0                             |
| Женски | 0                         | 0                             | 0                                    | 3                    | 0                             |
| УКУПНО | 0                         | 0                             | 2                                    | 4                    | 0                             |
| Пол    | Остале услужне активности | Приватна домаћинства          | Екстериторијалне организације и тела | Непознато            | Непознато                     |
| Мушки  | 1                         | 0                             | 0                                    | 0                    | 0                             |
| Женски | 1                         | 0                             | 0                                    | 0                    | 0                             |
| УКУПНО | 2                         | 0                             | 0                                    | 0                    | 0                             |

### Порекло становништва
Према подацима из 1926. године у месту су живели родови:
На источној страни потока су:
- Скокићи (15 к., Св. Јован), дошли око 1830. г. из Миливе.
- Вучковићи (25 к., Св. Никола), староседеоци.
- Тошићи (15 к., Св. Никола), не зна се одакле су.
- Нинковићи (10 к., Св. Никола), староседеоци.
- Миладиновићи (9 к., Св. Никола), староседеоци.

На западној страни потока су:
- Степановићи (5 к., Св. Лазар), дошли из врањске околине.
- Кушљићи - Бугарчићи (15 к., Св. Јован), дошли из врањске околине (први се доселио неки врећар на кусош коњу).
- Обадовићи (10 к., Св. Никола), дошли око 1830. г. из пожаревачке Добрња.
- Радовановићи (20 к., Св. Трифун и Св. Арханђел), доселили се од Ђаковице.
- Станкићи - Косовци (37 к., Св. Никола), дошли са Косова.
- Миловановићи (6 к., Св. Никола), не зна се одакле су.
- Ковачићи (Живановићи) (6 к., Св. Ђорђе и Ђурђевдан), доселили се из Велчиког Поповића. приликом помештања села. Род су са Ковачићима из Великог Поповића.
- Ђорђевићи (6 к., Благовести). дошли из Хомоља, по пореклу су Власи, али су примили све српско.

## Знаменитости
Једно од знаменитости Роанде је православна црква посвећена св. Марији Магдалени која је саграђена по узору на цркву манастира Раванице.